# Gert van Hoef
Gert van Hoef (ur. 17 czerwca 1994 w Barneveld) – holenderski organista.

## Biografia
Pierwszym nauczycielem Gerta van Hoefa był jego dziadek. Jest wychowankiem Konserwatorium Królewskiego w Hadze. Studiował w klasach Josa van der Kooya, Katy Satur oraz Giacomo Formentiniego. Popularność w Holandii i innych krajach zdobył dzięki zamieszczanym w internecie filmikom ze swoimi występami. Organista był dwukrotnym zwycięzcą holenderskiego konkursu organowego Feike Asmy (2010 i 2011) oraz w 2015 w Maassluis. Dwa jego koncerty ukazały się na płytach DVD, trzy na płytach CD.

## Płyty
- Première (2014)
- Reprise (2015)
- Augustijnenkerk Dordrecht (2016)